# Lew Manowitsch

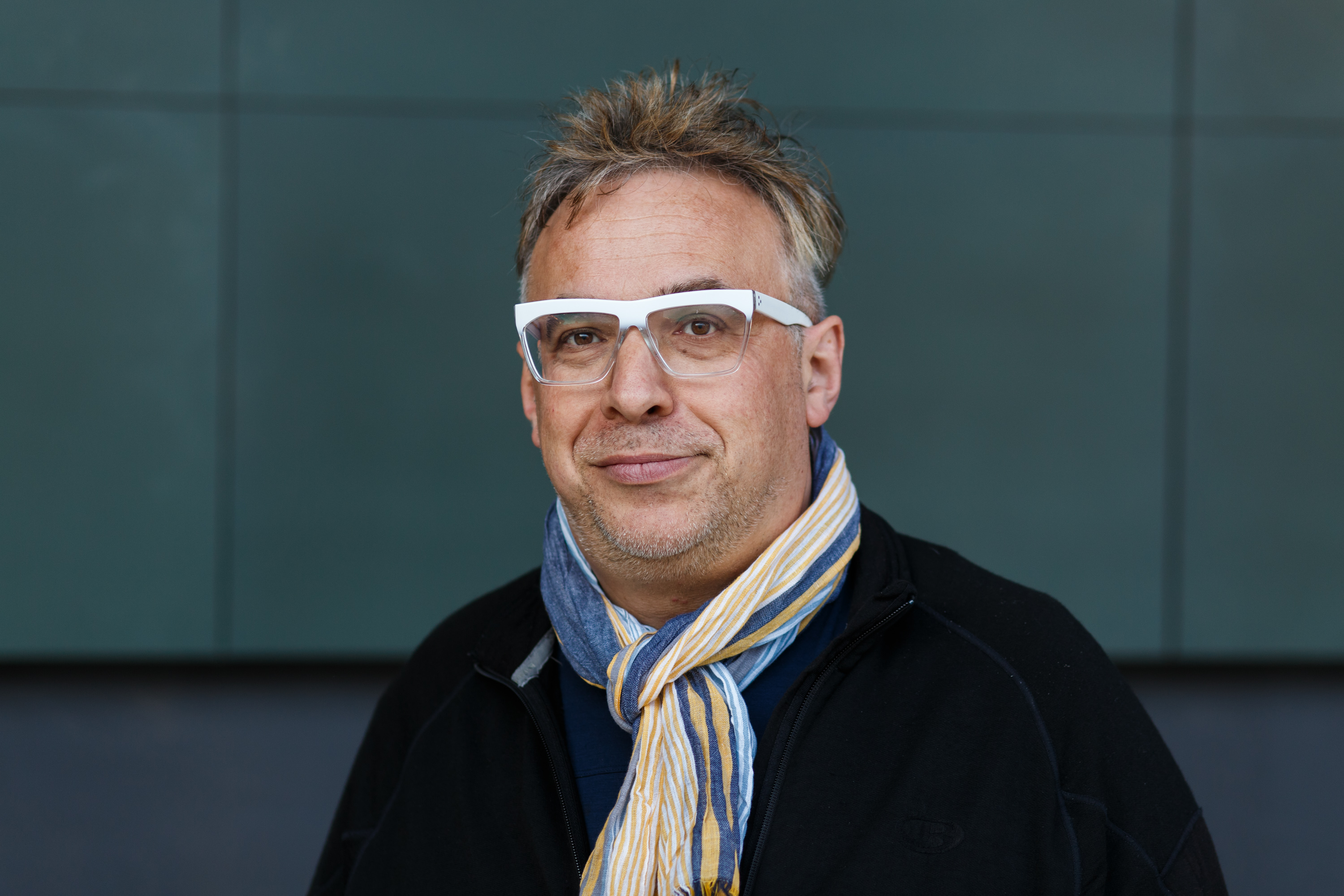
Lew Manowitsch (2015)

Lew Manowitsch (russisch Лев Манович, wiss. Transliteration Lev Manovič; * 1960 in Moskau) ist ein russisch-amerikanischer Medientheoretiker, Kritiker und Künstler. Seit 2013 lehrt er als Professor im Graduate Computer Science Program der City University of New York (CUNY). Zuvor unterrichtete er Bildenden Künste Kunst und Theorie der Neuen Medien an der University of California in San Diego und an der Donau-Universität Krems. Sein Buch The Language of New Media erhielt über 50 Rezensionen in der Fachpresse und wurde in die italienische, koreanische, polnische und chinesische Sprache übersetzt. Kritiker sprechen von der „ersten rigorosen und umfassenden theoretischen Beschreibung des Themas“ (CAA reviews), es platziere die Neuen Medien „in der ansprechendsten und weitreichendsten Medienhistorie seit Marshall McLuhan“ (Telepolis).

## Biografie
In Moskau studierte Manowitsch Kunstwissenschaft, Architektur und Informatik. 1981 emigrierte er aus der Sowjetunion nach New York und erlangte dort 1988 einen Master of Arts in Kognitionswissenschaft an der New York University sowie einen Ph.D. in Visual and Cultural Studies (University of Rochester, 1993). Seine Dissertation The Engineering of Vision from Constructivism to Computers führt die Ursprünge der Computermedien auf die künstlerische Avantgarde der 1920er Jahre zurück.
Manowitsch arbeitet seit 1984 als Künstler, Computer-Animator, Grafiker und Programmierer mit Computermedien. Zu seinen Kunstprojekten zählen mehrere Kurzfilme, darunter das erste digitale Internet-Filmprojekt (1994), der Freud-Lissitzky-Navigator, eine konzeptionelle Software zur Navigation durch die Geschichte des 20. Jahrhunderts, sowie Anna and Andy, ein streamingfähiger Roman. Seine Werke wurden in mehrere wichtige internationale Ausstellungen der Neuen Medienkünste aufgenommen. 2002 stellte das Londoner Institute of Contemporary Arts eine Mini-Retrospektive unter dem Titel Lev Manovich: Adventures of Digital Cinema vor.
Manowitsch lehrt seit 1992 und nahm Gastprofessuren am California Institute of the Arts, an der University of California in Los Angeles, der Universität von Amsterdam sowie der University of Art and Design in Helsinki an. Zudem ist er ein gefragter Gastredner. Seit 1999 hielt er über 180 Vorträge über Neue Medien in Nord- und Südamerika, Europa und Asien.

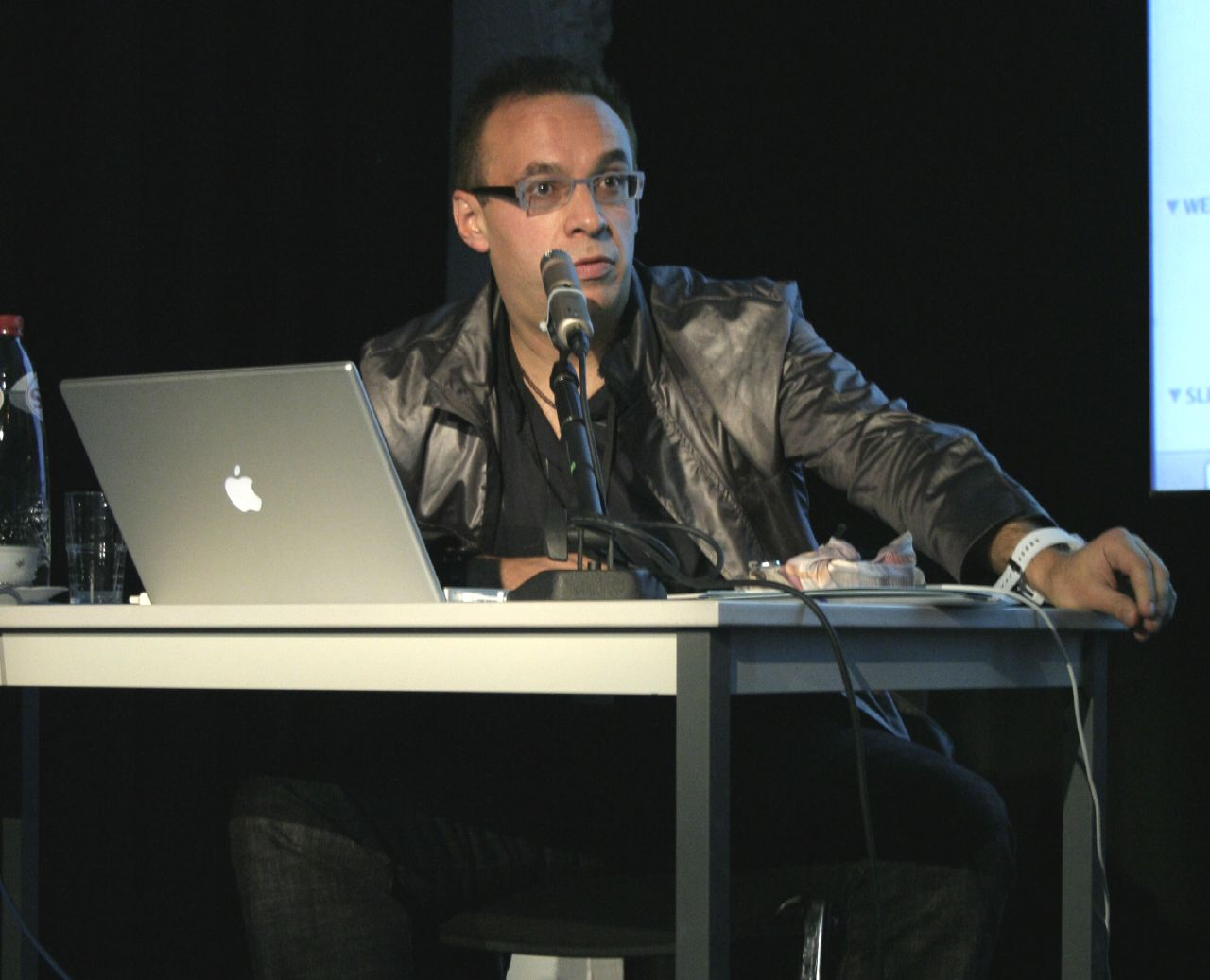
Manowitsch in Brüssel (2007)

Derzeit arbeitet Manowitsch an einem neuen Buch namens Info-aesthetics. Sein jüngstes Kunstprojekt namens Soft Cinema wurde vom Zentrum für Kunst und Medientechnologie in Karlsruhe getragen, wo es 2002 und 2003 Teil der Ausstellung Future Cinema war, bevor diese 2003 und 2004 nach Helsinki und Tokio zog.
Manowitschs Werke wurden mehrfach ausgezeichnet, unter anderem durch ein Guggenheim-Stipendium 2002–2003, ein Digital-Cultures-Stipendium der University of California in Santa Barbara 2002, ein Stipendium des Zentrums für Literaturforschung in Berlin 2002 sowie ein Mellon-Stipendium des California Institute of the Arts 1995.

## Werke (Auszug)
- Tekstura: Russian Essays on Visual Culture. Chicago University Press, Chicago, USA 1993.
- The Language of New Media. MIT Press, Cambridge Mass, USA 2001.
- Black Box – White Cube. Merve Verlag, Berlin 2005, ISBN 3-88396-197-3.
- Cultural Analytics. MIT Press 2020. 336 Seiten. ISBN 978-0-262-03710-5.